# Чинжат
Чинжат (словен. Činžat) — поселення в общині Ловренц-на-Похорю, Подравський регіон‎, Словенія.